# Anica Martelanc
Anica Martelanc, slovenska prosvetna delavka, * 30. marec 1890, Barkovlje, † 1986, Ljubljana.

## Življenje in delo
Rodila se je v družini gradbenika Svetka in gospodinje Terezije Martelanc. Pri šolskih sestrah v Trnovem pri Ilirski Bistrici je končala 8. razredov osnovne šole, nato učiteljišče v Gorici. Ker ni dobila zaposlitve se je v Trstu vpisala na nemško trgovsko šolo ter istočasno pomagala v pisarni gradbenega podjetja Ivan Martelanc & drugi v katerem je bil oče solastnik. Med 1. svetovno vojno je oživela dejavnost v barkovljanski Ljudski knjižnici akademskega društva Balkan. Leta 1918 je s sestro Milko in nekaterimi drugimi ženskami organizirala Krekovo proslavo v gledališču Politeama Rossetti. Sodelovala je z Dijaško Matico, organizirala tečaje tujih jezikov in se zanimala za domačo folkloro. Ker je zaradi fašističnih pritiskov gradbeno podjetje prenehalo z delom je odšla v Kairo in se tam pri uglednih egiptovskih družinah zaposlila kot vzgojiteljica. Po 15. letih se je vrnila in preživela dve leti v Kraljevini Jugoslaviji, ko jo je PNOO za Primorsko poklical v Trst, kjer je delala v Narodni in študijski knjižnici, vodila pa tudi knjižnico Prosvetnega društva Barkovlje.